# Cauaros
Cauaros ou Cévaros ou encore Kauaros (latinisé en Cavarus ; en grec ancien : Καύαρος) est le dernier roi du royaume celte de Tylis en Thrace vers 225 av. J.C. à 213 av. J.C..

## Biographie
Selon Jacques Lacroix, son nom signifie en langue celtique « géant » (cf. vieil irlandais caur, gallois cawr).
L’historien grec Polybe qui le dénomme roi des « Galates de Thrace » loue « sa nature généreuse et vraiment royale » et souligne également son action pour « assurer la sécurité des navires de commerce qui pénétraient dans le Pont-Euxin ».
Vers 220 av. J.C. Cauaros sert d’arbitre dans un conflit entre la cité grecque de Byzance qui lui payait un tribut de 3 à 5 000 pièces d’or et le roi Prusias Ier de Bithynie.
Son royaume disparaît en 213 av. J.-C. à la suite d’un retour offensif des princes Odryses de Thrace qui massacrèrent les Celtes selon Polybe (« Les Gaulois tombèrent à leur tour sous la puissance des Thraces, qui ne firent quartier à aucun, et qui en éteignirent entièrement la race »).
On possède des émissions monétaires de Cauaros qui frappait des tétradrachmes qui représentaient Héraclès et Zeus avec la mention en grec « ΒΑΣΙΛΕΩΣ ΚΑΥΑΡΟΥ » (Basileus Kauaros) et des monnaies de bronze avec Apollon, Héraclès et Hermès.

## Sources primaires
- Polybe, Histoire.

## Sources secondaires
- Edouard Will, Histoire politique du monde Hellénistique, Annales de l’Est, Nancy, 1967, Tome I page 37.
- Henri Hubert, Les Celtes et la civilisation celtique, Albin Michel, Paris, 1932, réédition 1973.